# Деревянко, Алексей Пантелеевич
Алексе́й Пантеле́евич Деревя́нко (1940—2002) — советский и российский историк, доктор исторических наук (1984), профессор (1990), заслуженный деятель науки Российской Федерации (2001).

## Биография
Отец, Пантелей Алексеевич, работал бригадиром плотницкой артели, мать, Евдокия Семеновна, — в колхозе. Братья: Борис — инженер, Анатолий — археолог, академик АН СССР и РАН. В 1957 году окончил среднюю школу.
В 1962 году окончил Дальневосточный политехнический институт, в 1969 году поступил в аспирантуру.
Работал младшим научным сотрудником сектора истории советского Дальнего Востока Института истории ДВНЦ АН СССР, с 1975 года — старший старшим научным сотрудником.
В 1980 году Алексей Пантелеевич руководил в институте отделом истории СССР, с 1989 по 1995 год являлся заместителем директора института истории по науке[уточнить].
Под руководством Алексея Пантелеевича на Дальнем Востоке создана научная школа по истории СССР.
Являлся секретарём комитета ВЛКСМ факультета, а затем — всего ДВПИ, главным редактором «Книги памяти», посвященной приморцам, погибшим в годы Великой Отечественной войны, которое было издано в 4-х томах, за что награждён Грамотой правительства Российской Федерации, также награждён медалями «300 лет российскому флоту» и «За строительство Байкало-Амурской магистрали».

## Научная деятельность
Алексеем Пантелеевичем опубликовано более 200 работ, среди которых 18 монографий, статьи и учебники.
Под его руководством защищены 17 кандидатских и докторских диссертаций.
В 1969 году он принял участие в международном конгрессе по истории науки.
В 1970-е годы он изучал историю крестьянства Дальнего Востока[уточнить].
В 1972 году кандидатскую диссертацию на тему «Деятельность КПСС по подготовке и использованию инженерно-технических кадров на Дальнем Востоке (1959—1965 гг.)».
В 1984 году Алексей Пантелеевич защищает диссертацию на соискание ученой степени доктора исторических наук. В 1990 году ему присвоено ученое звание профессора.
В 1991 году телекомпания Японии пригласила Алексея Пантелеевича на международную конференцию в Цуругу, которая была посвящена проблеме сосуществования стран Японского моря в XXI в.
В 1993 и 1995 годах он участвовал в работе научных конференций в Чанчуни и Харбине (КНР).
В 1997 году Алексей Пантелеевич организовал региональную научно-практическую конференцию «Политические репрессии на Дальнем Востоке СССР в 1920—1950-е годы», которая состоялась в Дальневосточном государственном университете.

## Основные работы
- «Инженерно-технические кадры Дальнего Востока (1959—1965 гг.)»;
- "Строительство Байкало-Амурской железнодорожной магистрали (1974—1982 гг.);
- «Пограничный конфликт в районе озера Хасан в 1938 году» (5,25 п.л.);
- Книга «Российское Приморье на рубеже третьего тысячелетия» (64,5 п.л.).